# Pedro Albéniz

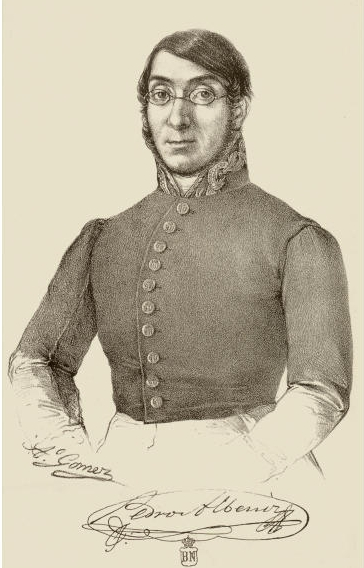
Pedro Albéniz.

Pedro Albéniz y Basanta, född 14 april 1795 i Logroño, död 12 april 1855 i Madrid, var en spansk pianist.
Albéniz, som var lärjunge till Henri Herz och Friedrich Kalkbrenner i Paris, var från 1830 professor vid det då inrättade Madrids konservatorium. Han stod i högt anseende som främste representant för den spanska pianokonsten, utbildade de flesta nyare spanska och sydamerikanska pianister och utgav en mängd tonsättningar för sitt instrument samt en pianoskola.